# Gilda Manso
Gilda Manso (Buenos Aires, 1983) es una escritora y periodista argentina.

## Biografía
Se recibió de Técnica Superior en Periodismo con especialización en deportes (2005) en la escuela del Círculo de Periodistas Deportivos. Desde ese año trabaja como periodista, redactora y correctora en medios gráficos y digitales, y desde 2012 imparte un taller de narrativa a distancia.
La mayor parte de su obra entra en los géneros de literatura fantástica, literatura maravillosa y realismo mágico.
En 2008 publicó su primer libro de cuentos breves y microficciones, Primitivo ramo de orquídeas, mediante la plataforma editorial Libros en Red.
Su segundo libro, Matrioska, fue publicado en Argentina en 2010 por la editorial Malas Palabras Buks y en México en 2012 por la editorial Ediciones de Educación y Cultura.
En 2013 participó del proyecto Exposición de la actual narrativa rioplatense, que busca difundir la obra de escritores actuales. Dentro de ese proyecto, impulsado por las editoriales El 8.º. Loco y Milena Caserola, publicó su tercer libro de cuentos, Temple.
El mismo año, Malas Palabras Buks publicó su cuarto libro, Temporada de jabalíes.
En 2014 volvió a publicar con la editorial Milena Caserola. En esta ocasión se trató de su primera novela, titulada Mal bicho, presentada oficialmente en el mes de noviembre.
En julio de 2015, la editorial Textos Intrusos publicó su libro Flora y Fauna - Antología personal de microficción, en donde se reúne gran parte de su obra de cuentos breves. Unos meses más tarde, Flora y Fauna fue publicado en Perú mediante la editorial Micrópolis. 
Su libro más reciente es Luminosa, novela publicada por Milena Caserola. 
En 2013, cuentos de su autoría fueron adaptados al teatro en la obra Secretos descubiertos, que fue puesta en escena en Espacio La Escalera (Palermo, Buenos Aires), con dirección de Beatriz Amábile.
En septiembre de 2017 fue invitada por Casa de las Américas a participar de Casa Tomada, un encuentro continental de escritores y artistas que se realiza en La Habana cada cuatro años.
Parte de su obra fue traducida al inglés, italiano, francés y alemán.
Desde 2011 coordina el ciclo de lecturas de Los Fantásticos, cuya meta es darle difusión a la literatura contemporánea.
Obras:

## Narrativa
- Primitivo ramo de orquídeas, cuentos, Libros en Red, 2008
- Matrioska, cuentos, Malas Palabras buks, 2010 / Educación y Cultura (México), 2012
- Temple, cuentos, El 8.º. Loco / Milena Caserola, 2013
- Temporada de jabalíes, cuentos, Malas Palabras Buks, 2013
- Mal bicho, novela, Milena Caserola, 2014
- Flora y Fauna - Antología personal de microficción, cuentos, Textos Intrusos, 2015 / Micrópolis (Perú), 2015
- Luminosa, novela, Milena Caserola, 2016

## Premios
- Ganadora del VIII Premio Internacional de Relato Mínimo Diomedea (España, 2009), con su microficción Relincha el cielo.
- Finalista del XVI Concurso de Cuento Leopoldo Marechal (Argentina, 2009), con su cuento Eso.
- Segundo lugar del el XVII Concurso de Cuento Leopoldo Marechal (Argentina, 2010) con su cuento Hermandad.
- Segundo lugar del el I Concurso de Cuento de Grupo 23 (Argentina, 2012) con su cuento Temporada de jabalíes.